# Ilyrgis perdiceas
Ilyrgis perdiceas är en fjärilsart som beskrevs av William Schaus 1916. Ilyrgis perdiceas ingår i släktet Ilyrgis och familjen nattflyn. Inga underarter finns listade i Catalogue of Life.